# Frère Jacques
Frère Jacques ist ein französisches Kinderlied aus dem 18. Jahrhundert, das im deutschen Sprachraum unter dem Titel Bruder Jakob oder Meister Jakob bekannt ist. Es handelt sich, trotz der wenigen Liedzeilen, um einen vierstimmigen Kanon, der durch seine einprägsame Melodie bei Kindern lange Zeit beliebt war.

## Text

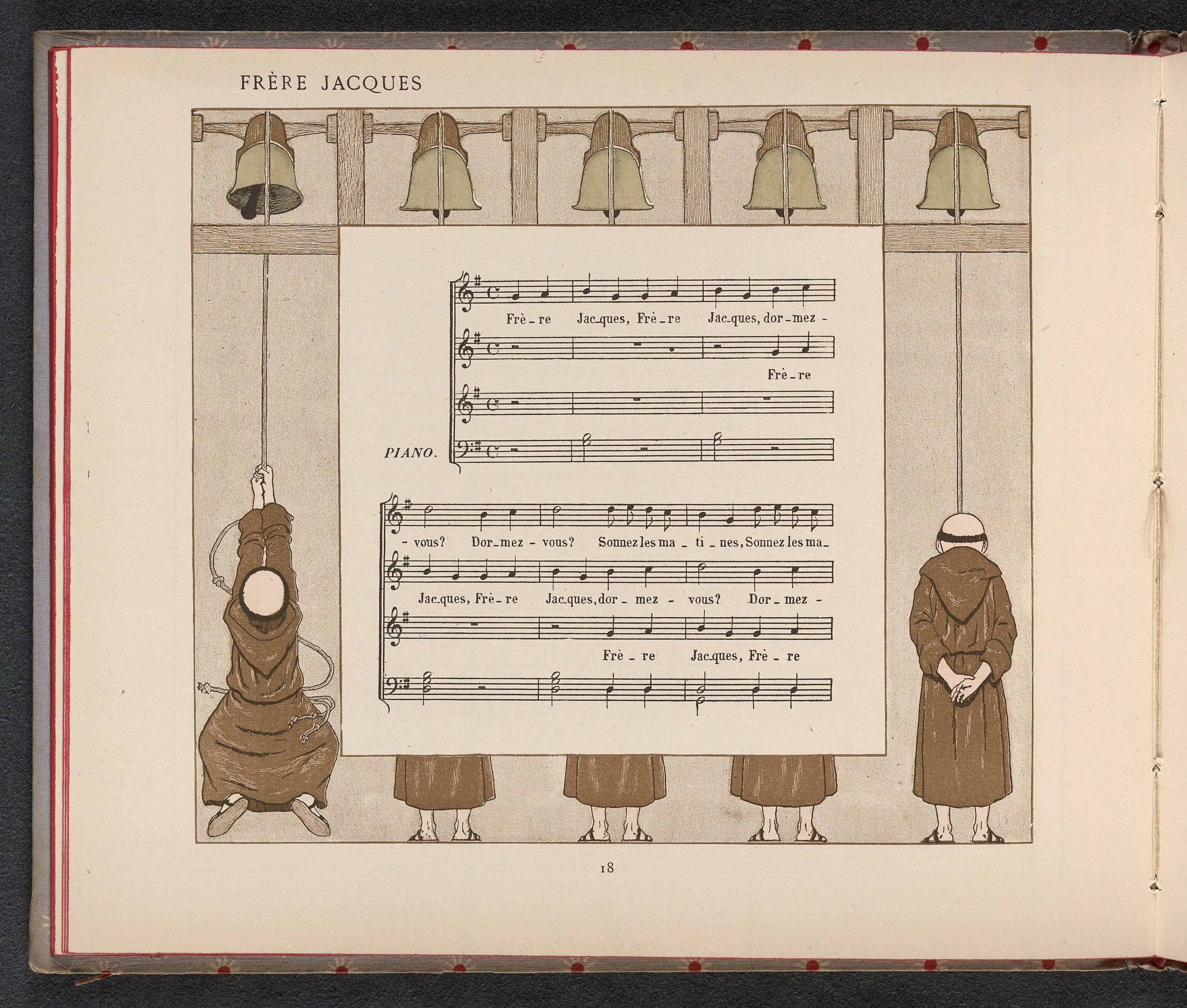
Frère Jacques in dem Kinderbuch Vieilles Chansons pour les Petits Enfants von 1910

Die Übersetzungen des Textes in andere Sprachen – auch die ins Deutsche – sind oft sinnentstellend. Der französische Originaltext handelt von einem Mönch, der Nachtwache hat und zum Nachtgebet (der Matutin) hätte läuten müssen, der aber eingeschlafen ist, das Läuten verpasst hat und nun von jemandem geweckt wird.
Wörtliche Übersetzung aus dem Französischen:
Bruder Jakob, Bruder Jakob,

Schlafen Sie? Schlafen Sie?

Läuten Sie zur Frühmette, läuten Sie zur Frühmette,

Bim bam bum, bim bam bum!
(Im Original wird der Mönch wie in Frankreich üblich gesiezt.)

## Autor

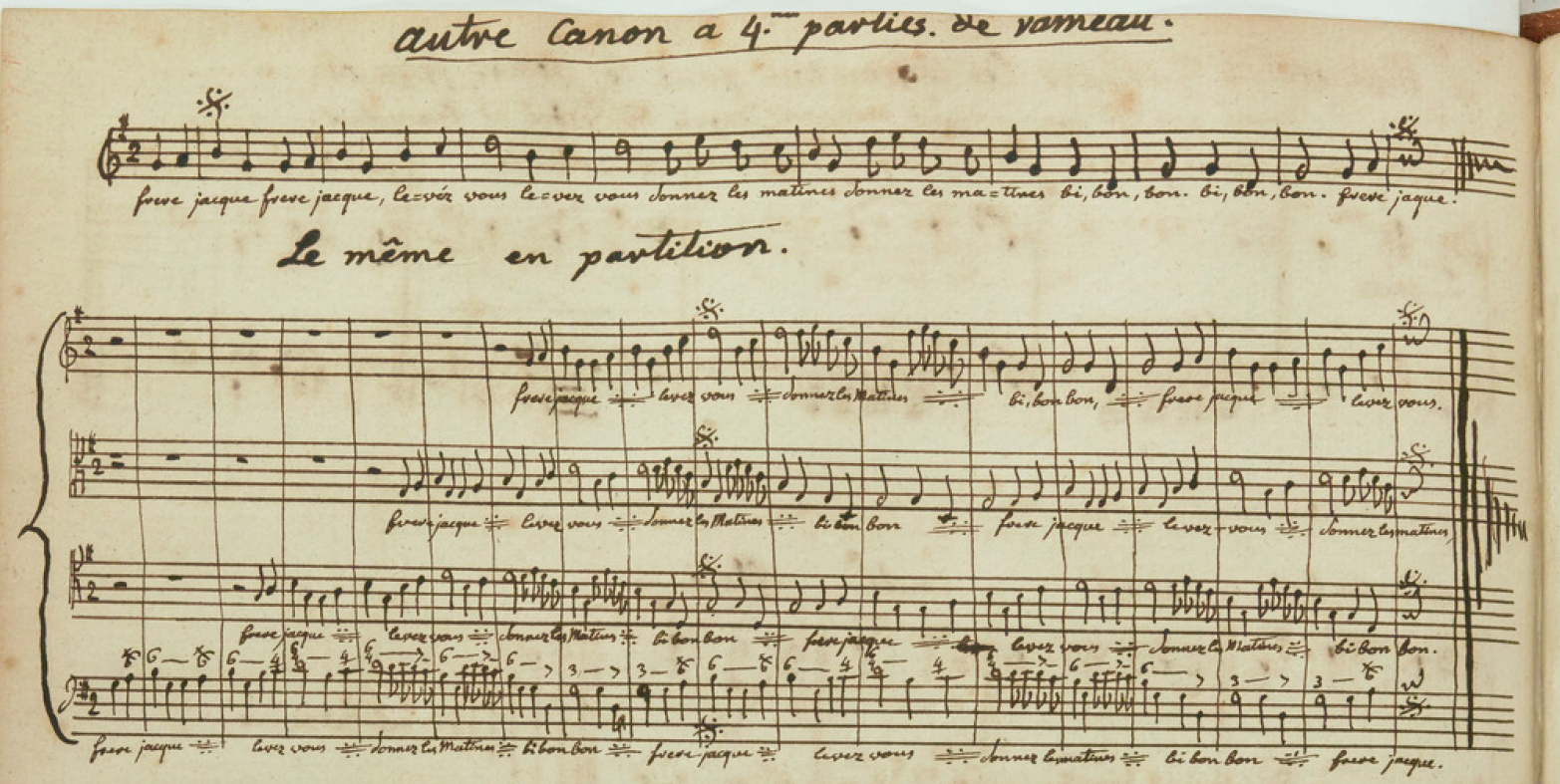
Frère Jacques, Handschriftliche Einfügung von Louis-Joseph Francœur in sein Werk Diapason Général de Tous les Instruments a Vent

Die früheste bekannte Niederschrift des Kanons ist eine handschriftliche Ergänzung von Louis-Joseph Francœur (1738–1804), die dieser einem Exemplar seines Werks Diapason Général de Tous les Instruments a Vent hinzugefügt hat, vermutlich im Hinblick auf eine geplante, aber nicht verwirklichte Neuauflage. In dieser Niederschrift ist das Stück in G-Dur geschrieben.
Die Ergänzung enthält unter dem Titel Différens Canon de Me. Rameau (Verschiedene Kanons von Meister Rameau) vier Kanons. Franœur schreibt nicht, welcher der vielen Rameaux gemeint ist; da aber zwei dieser Kanons bekanntermaßen aus der Feder von Jean-Philippe Rameau (1683–1764) stammen, darf man annehmen, dass auch die anderen beiden von ihm sind. Einer dieser beiden anderen Kanons ist Frère Jacques. Somit darf Jean-Philippe Rameau als Autor von Frère Jacques gelten.
In dieser Niederschrift lautet der Text:
frere jacque frere jacque,

levez vous levez vous

sonnez les matines sonnez les matines

bi, bon, bon. bi, bon, bon.
Hier wird der Mönch also nicht gefragt, ob er eingeschlafen sei, sondern er wird aufgefordert, aufzustehen.

## Verschiedenes
Frère Jacques ist nicht nur in deutscher und französischer Sprache, sondern in allen europäischen Sprachen bekannt sowie in vielen Sprachen außerhalb Europas, darunter: Afrikaans, Spanisch-Argentinisch, Berberisch, Chinesisch, (Haitianisch-Kreolisch), Tamil, Hebräisch, Vietnamesisch, Türkisch, Thailändisch, Swahili, Latein, Japanisch, Indonesisch, Esperanto.
Ein bekanntes Zitat des Liedes findet sich im 3. Satz der 1. Sinfonie von Gustav Mahler. Der Komponist, der als Titel für seine Vorlage „Bruder Martin“ angibt, zitiert das Lied nicht in Dur, sondern in Moll, was dem Stück einen Trauermarsch-artigen Charakter verleiht. Die Mollvariante scheint allerdings entgegen landläufiger Meinung keine Erfindung Mahlers zu sein; vielmehr war dies die im 19. und frühen 20. Jahrhundert verbreitete Fassung in Österreich.

## In anderen Sprachen
| Afrikaans Vader Jakob, Vader Jakob Slaap jy nog? Slaap jy nog? \|\|: Hoor hoe lui die kerkklok :\|\| Ding dong del, ding dong del. Albanisch Arbër vlla, Arbër vlla A po flen, a po flen? Kumbona ka ra, Kumbona ka ra Ding dang dong, Ding dang dong. Arabisch خوي حسن, خوي حسن زيد نعسو, زيد نعسو حتى يضرب ناقوسنا, حتى يضرب ناقوسنا عاد نفيقو, عاد نفيقو Chūī hasanin, Chūī hasanin Zaīdu nʿsū, Zaīdu nʿsū Hattā īdriba nāqūsunā, Hattā īdriba nāqūsunā ʿāda nfīqū, ʿāda nfīqū Berberisch Khou ya Hassan, khou ya Hassan, Naas mezian, naas mezian? Fiksbah bakri, fiksbah bakri Khalik men lemsah, khalik men lemsah. Bulgarisch Сутрин рано, сутрин рано в неделя, в неделя камбаните бият, камбаните бият бим бам бум, бим бам бум. Sutrin rano, sutrin rano v nedelja, v nedelja kambanite bijat, kambanite bijat bim bam bum, bim bam bum! Chinesisch 兩只老虎，兩只老虎， 跑得快，跑得快， 一只沒有眼睛，（一只沒有耳朵，） 一只沒有尾巴， 真奇怪！真奇怪！ liǎng zhī lǎo hǔ, liǎng zhī lǎo hǔ pǎo dé kuài，pǎo dé kuài yì zhī méi yǒu yǎn jing，(yì zhī méi yǒu ěr duo,) yì zhī méi yǒu wěi ba, zhēn qí guài！zhēn qí guài! Zwei Tiger, Zwei Tiger, rennen sehr schnell, rennen sehr schnell, einer hat keine Augen, (einer hat keine Ohren,) einer hat keinen Schwanz, Sehr seltsam! Sehr seltsam! Dänisch Mester Jakob, Mester Jakob sover du, sover du? \|\|: Hører du ej klokken: :\|\| Bim bam bum, bim bam bum (Selten: Ringe tolv, Ringe tolv.) Deutsch Bruder Jakob, Bruder Jakob, Schläfst du noch? Schläfst du noch? \|\|: Hörst du nicht die Glocken? :\|\| Ding dang dong, ding dang dong. Englisch Are you sleeping? Are you sleeping? Brother John, Brother John! \|\|: Morning bells are ringing :\|\| Ding, dang, dong. Ding, dang, dong. Esperanto Frat’ Jakobo, Frat’ Jakobo, Ĉu en dorm’? Ĉu en dorm’? Iru sonorigu, Iru sonorigu, Tin, tin, tin. Tin, tin, tin. Estnisch Sepa poisid, sepa poisid teevad tööd, teevad tööd! \|\|: Taovad tulist rauda, taovad tulist rauda :\|\| päeval, ööl, päeval, ööl. Färöisch Dovni Jákup, dovni Jákup Svevur tú, svevur tú? Klokkan hon er átta, klokkan hon er átta Ding-ding-dong, ding-ding-dong. Finnisch Jaakko kulta! Jaakko kulta Herää jo, herää jo \|\|: Kellojasi soita :\|\| Pim, pam, pom. Pim, pam, pom. Flämisch Broeder Jakob, broeder Jakob, Slaapt gij nog, slaapt gij nog? \|\|: Hoort de klokken luiden, :\|\| Bim bam bom, bim bam bom. Französisch Frère Jacques, Frère Jacques Dormez-vous, dormez-vous? \|\|: Sonnez les matines, :\|\| Ding ding dong, ding ding dong. Griechisch Αδελφέ Ιάκωβε, αδελφέ Ιάκωβε κοιμάσαι, κοιμάσαι σημάνετέ τον όρθρο, σημάνετέ τον όρθρο, Ντιν, ντιν, ντονγκ, ντιν, ντιν, ντονγκ, Adelfe Iakove, adelfe Iakove kimase, kimase simanete ton orthro, simanete ton orthro, Din, din, dong, din, din, dong Grönländisch Piitaq uumaa, Piitaq uumaa Makigit, makigit, \|\|:Sianerpaluppoq, :\|\| arfineq, arfineq. | Hebräisch Achinu Jaacov, Achinu Jaacov al tischaan, al tischaan \|\|: hapa-amon mezalzäl, :\|\| ding dang dong, ding dang dong. Indonesisch Papa Jakob, Papa Jakob! Bangunlah, bangunlah! Hari sudah siang, hari sudah siang Ding Ding Dong, Ding Ding Dong. oder Bapak Jakob, Bapak Jakob, Masih tidur? Masih tidur? \|\|: Dengar lonceng bunyi :\|\| Bim, bam, bum, bim, bam, bum. Isländisch Meistari Jakob, meistari Jakob! Sefur þú, sefur þú? Hvað slær klukkan, hvað slær klukkan? Hún slær þrjú, hún slær þrjú. Italienisch Fra Martino, campanaro, Dormi tu? Dormi tu? \|\|: Suona le campane! :\|\| Din don dan, din don dan. Japanisch 眠いの？眠いの？ 起きなさい、起きなさい。 朝の鐘が、鳴っているよ。 キンコンカン、キンコンカン。 Nemui no? Nemui no? Okinasai, okinasai. Asa no kane ga, natte iru yo. Kin kon kan, kin kon kan. Katalanisch Germà Jaume, germà Jaume Desperteu!, desperteu! oder (Que dormiu! Que dormiu!) \|\|: Sonen les campanes, :\|\| Ding dang dong, ding dang dong. Ketschua Wayki Jacob, wayki Jacob! Puñurinki? Puñurinki? Kampanan takinmi, kampanan takinmi Ding, dang, dong! Ding dang, dong! Koreanisch 우리서로 학교길에 만나면 만나면 웃는얼굴 하고 인사나눕시다 얘들아 안녕. uriseoro hakkyogire mannamyeon mannamyeon unneuneolgul hago insananupssida yaedeura annyeong Kroatisch Bratec Martin, Bratec Martin Kaj još spiš, kaj još spiš Već ti vura tuče, već ti vura tuče Ding dang dong, ding dang dong. Kurdisch Birayê keşê, Birayê keşê hîn tu raketî? hîn tu raketî? dengê zingil nakê?, dengê zingil nakê? ding ding ding, ding ding ding Latein Quare dormis, o Iacobe, Etiam nunc, etiam nunc? \|\|: Resonant campanae, :\|\| Din din dan, din din dan. Oder: O Martine, o Martine: Surge iam! Surge iam! Pelle tu campanam! Pelle tu campanam! Din, don, dan. Din, don, dan. Lettisch Brāli Jēkab, brāli Jēkab, Celties laiks. Celties laiks. \|\|: Pulkstenis jau zvana. :\|\| Bing bong bing, bing bong bing! Litauisch Broli Žakai, broli Žakai, Dar miegi? Dar miegi? \|\|: Skamba varpeliukai: :\|\| Din, dan, don, din, dan don! Niederländisch Vader Jakob, vader Jakob, Slaapt gij nog, slaapt gij nog? \|\|: Alle klokken luiden, :\|\| Bim bam bom, bim bam bom. Norwegisch (Bokmål) Fader Jakob, Fader Jakob Sover du? Sover du? \|\|: Hører du ej klokka? :\|\| Ding, Dang, Dong. Ding, Dang, Dong. Mongolisch Унтаж байна уу, Унтаж байна уу Сэрээрэй, Сэрээрэй! \|\|: Босох цаг боллоо, Босох цаг боллоо :\|\| Дин, дин, дон. Дин, Дин, Дон. Persisch برادر یعقوب، برادر یعقوب خوابیدی؟ خوابیدی؟ این صدای زنگه! این صدای زنگه دینگ دانگ دونگ، دینگ دانگ دونگ Polnisch Panie Janie! Panie Janie! Rano wstań! Rano wstań! \|\|: Wszystkie dzwony biją, :\|\| Bim, bam, bom, bim, bam, bom. Portugiesisch Por que dormes, irmãozinho? Vem brincar, vem brincar! Ouve o sininho, longe crepitando Din din don, din din don oder Irmão Jorge, irmão Jorge, dormes tu, dormes tu? Já soam os sinos, já soam os sinos. Ding ding dong, ding ding dong. Rumänisch Dormi întruna, dormi întruna Frate Ion, frate Ion! Este dimineaţă, clopotele sună Ding, dang, dong! oder Frate Ioane, frate Ioane Dormi tu dormi, dormi tu dormi Este dimineata, clopotele suna Ding, dang dong! Ding, dang, dong! | Russisch Брат Иван! Эй! Брат Иван! Эй! Спишь-ли ты? Спишь-ли ты? \|\|: Звонят в колокольчик, :\|\| Динь-динь-динь, динь-динь-динь. Brat Iwan! Ei! Brat Iwan! Ei! Spisch-li ty? Spisch-li ty? \|\|: Swonjat w kolokoltschik, :\|\| Din-din-din, din-din-din. oder Братец Яков, Братец Яков, Что ты спишь, Что ты спишь? \|\|: колокол уж звонит, :\|\| Дин-дон-дон, дин-дон-дон. Bratez Jakow, Bratez Jakow! Tschto ty spisch, Tschto ty spisch? \|\|: kolokol usch swonit, :\|\| Din-don-don, din-don-don. Schwedisch Broder Jakob, Broder Jakob sover du, sover du? \|\|: Hör du inte klockan, :\|\| ding ding dong, ding ding dong. Schweizerdeutsch Brueder Jakob, Brueder Jakob Schlafsch du no, Schlafsch du no? Ghörsch du nid die Glogge, Ghörsch du nid die Glogge? bim bam bom, bim bam bom. oder S Vreni schnagget, s Vreni schnagget S Bärgli uf, s Bärgli uf Äne wieder abe, äne wieder abe Uff em Buuch, uff em Buuch Serbisch Брате Јово, Брате Јово Спаваш ли, Спаваш ли? \|\|: Зар не чујеш звона :\|\| Динг данг донг. Динг данг донг. Brate Jovo, brate Jovo Spavaš li, Spavaš li? \|\|: Zar ne čuješ zvona :\|\| Ding dang dong. Ding dang dong. Slowenisch Mojster Jaka, mojster Jaka, al'že spiš, al'že spiš, al'ne slišiš zvona, al'ne slišiš zvona, bim bam bom, bim bam bom. Somali Mahurdeeysaa mahurdeeysaa Abowe caaqil abowe caaqil Gambaleladi subaxaa yeray Din dan don din dan don Spanisch Martinillo, martinillo ¿Dónde está, dónde está? \|\|: Toca la campana, :\|\| Din, don, dan, din, don, dan. Spanisch (Argentinien) Fray Santiago, Fray Santiago, Duermes ya, duermes ya? Suenan las campanas, Suenan las campanas Din, don, dan; din, don, dan. Spanisch (Paraguay) Santiago, Santiago, Duermes tú, duermes tú? Tocan las campanas, Tocan las campanas Din, don, dan; din, don, dan. Spanisch (Venezuela) La lechuza, la lechuza dice shhh, dice shhh todos calladitos, todos calladitos a dormir, a dormir Swahili Kaka Johni, kaka Johni, unalala, unalala? Husikii kengele, husikii kengele, din, din, don, din, din, don. Tamil சின்னத் தம்பி, சின்னத் தம்பி, நித்திரையோ? நித்திரையோ? \|\|: மணி அடிக்கிது! மணி அடிக்கிது! :\|\| டிங் டிங் டாங், டிங் டிங் டாங். Chinna Thambi, Chinna Thambi, Nithiraiyo? Nithiraiyo? \|\|: Mani adikithu! :\|\| Ding ding dong, ding ding dong. Tschechisch Bratře Kubo, Bratře Kubo, Ještě spíš, ještě spíš? Venku slunce září, ty jsi na polštáři, vstávej již, vstávej již. Türkisch Tembel çocuk, tembel çocuk, Haydi kalk, haydi kalk! İşte sabah oldu, işte sabah oldu, Gün doğdu, gün doğdu. Ungarisch János bácsi, János bácsi, Keljen fel, keljen fel! \|\|: Húzza a harangot! :\|\| Ding deng dong, ding deng dong. oder Pista bácsi, János bácsi, Keljen fel, keljen fel! Harangoznak délre Hívnak az ebédre Bim bam bom, bim bam bom. Ukrainisch Брате Яків, брате Яків, Чи ти спиш, чи ти спиш, Чи ти чуєш дзвони? Чи ти чуєш дзвони? Дзень-дзелень, Дзень-дзелень. Brate Jakiw, brate Jakiw, Tschy ty spysch, tschy ty spysch, Tschy ty tschujesch dswony? Tschy ty tschujesch dswony? Dsen-dselen, Dsen-dselen. Vietnamesisch Kìa con bướm vàng, kìa con bướm vàng. Xòe đôi cánh, xòe đôi cánh. Bướm bướm bay lên ba vòng, bướm bướm bay lên ba vòng. Em ngồi xem, em ngồi xem. |

## Trivia
In den Background Vocals ihres Songs Paperback Writer spielen die Beatles auf das Frère Jacques an.
Die Kpop-Girlgroup Nmixx von JYP-Entertainment benutzt Teile dieses Liedes für den Refrain ihres Liedes YOUNG, DUMB, STUPID.
Der Refrain der 2023 veröffentlichten Single Troublemaker von Lum!x feat. Michael Schulte & Paradigm verwendet die Melodie von Frère Jacques.